# 久宝寺橋
久宝寺橋（きゅうほうじばし）は、大阪府大阪市中央区にある東横堀川にかかっている橋。

## 概要
橋名は、当地にあったとされる同名の寺院に由来する説や、道頓堀川開削のために河内国渋川郡久宝寺村から集められた人夫の集落が当地に形成されたことに由来する説がある。
1939年（昭和14年）に橋長41.5m、幅員12.6m、三径間ゲルバー式鉄筋コンクリート桁橋に架け替えられた。
1965年（昭和40年）の阪神高速1号環状線南行きの開通によって、頭上を高速道路の高架で覆われるようになり、南東袂で長堀入口への入路を南へ分岐する現在の形状に改修された。現在は橋長42.31m、幅員12.50mとなっている。なお、久宝寺橋を含む南久宝寺町通は東行き一方通行であるため、長堀入口を利用するには必ず西詰から久宝寺橋を渡り、右折することになる。

## 周辺情報
久宝寺橋から船場を西へ伸びる町通りは南久宝寺町1～4丁目である。繊維問屋街になっている。
久宝寺橋から東へ伸びる町通りは、最初は「材木町」、続いて内久宝寺町4～3丁目、谷町5丁目（交差点）で谷町筋、法円坂2丁目、上町交差点で上町筋を超えると、難波宮跡公園の南端になる。

## 交通
鉄道
- Osaka Metro 松屋町駅、堺筋本町駅

バス
- 大阪シティバス 「内久宝寺町」

道路
- 松屋町筋
- 堺筋
- 中央大通
- 南久宝寺町通